# VRO
Een Video Recording Format of een VRO-bestand is een bestand met de extensie .vro, dat meestal wordt verkregen bij het zelf opnemen van een dvd. Het bestand bevat zowel beeld (video) als geluid (audio). Het is een niet zoveel voorkomende extensie en kan bijgevolg door weinig programma's of dvd-speler gebruikt worden. Het kan niet geopend worden door alledaagse programma's als VLC Media Player (gratis te verkrijgen), Windows Media Player (Windows) of Quicktime Player (Apple).